# London Regional Transport
London Regional Transport (LRT), vulgarmente conhecida como Londres Transportes, foi a organização responsável pela rede de transportes públicos na Grande Londres, Reino Unido, de 1984 a 2000.

## História
A LRT foi criada pelo Ato do Transporte Regional de Londres de 1984 e esteve sob controle direto do Estado, se dirigindo à Secretaria do Estado para Transporte. Assumiu a responsabilidade do Conselho da Grande Londres (CGL) em 29 de junho de 1984, dois anos antes do CGL ser formalmente abolido. Como a lei só recebeu o consentimento real três dias antes, seus ativos foram temporariamente congelados pelos bancos, pois não haviam recebido mandatos de transferência. A sede da nova organização permaneceu no antigo edifício Executivo de Transporte de Londres, na 55 Broadway. Em 1 de abril de 1985, a empresa foi reorganizada em várias empresas com a London Regional Transport como a empresa principal. A London Buses Limited foi constituída para gerir a rede de ônibus e a London Underground Limited a rede do metrô de Londres, como subsidiárias integrais da LRT. Em 1987, a divisão de serviços de informática foi vendida à Cap Gemini por 1,3 milhão de libras.
O LRT foi responsável por algumas modificações no sistema de tarifas, incluindo a inclusão dos serviços britânicos gerenciados separadamente. Em janeiro de 1985, foi lançada a passagem de temporada Capitalcard, oferecendo validade na British Rail, bem como nos metro e ônibus de Londres. O preço era cerca de 10-15% mais alto do que o Travelcard. Em junho de 1986, foi lançado o One Day Capitalcard. A marca Capitalcard terminou em janeiro de 1989, quando o Travelcard ganhou validade na British Rail. Em janeiro de 1991, a Zona 5 foi dividida para criar uma nova Zona 6.